# Ryszard Groblewski
Ryszard Groblewski (ur. 1983 w Warszawie) – polski altowiolista
Absolwent  Akademii Muzycznej im. Fryderyka Chopina w Warszawie – klasy Piotra Reicherta i Błażeja Sroczyńskiego.
Zwycięzca 60. edycji Międzynarodowego Konkursu Muzycznego w Genewie (I nagroda, nagroda publiczności, nagroda specjalna Breguet).
Pierwszy w historii polski altowiolista, który został nagrodzony na Międzynarodowym Konkursie ARD w Monachium, gdzie zdobył drugą nagrodę. Został także zwycięzcą międzynarodowych konkursów w Pörtschach (Austria), w Essen i w Bledzie (Słowenia). Jako kameralista współpracował m.in. ze słynnym skrzypkiem Gidonem Kremerem.
W maju 2005 roku w Filharmonii Krakowskiej Ryszard Groblewski dokonał polskiego prawykonania poprawionej wersji koncertu altówkowego Béli Bartóka wydanej w 1995 roku przez syna kompozytora Petera Bartóka.

## Dyskografia
- Grażyna Bacewicz. Piano Sonata 2, Piano Quintets 1 & 2 (Deutsche Grammophone, 2011)[1]